# Erich Laeisz
Erich Ferdinand Laeisz (ur. 25 grudnia 1888 w Hamburgu, zm. 17 stycznia 1958 w Feldafing) – niemiecki żeglarz, olimpijczyk.
Na regatach rozegranych podczas Letnich Igrzysk Olimpijskich 1928 wystąpił w klasie 6 metrów zajmując 9. pozycję. Załogę jachtu Pan tworzyli również Anton Huber, Carl Wentzel, Hans Paschen i Oswald Thomsen.